# Une question d'honneur (Donna Leon)
Pour les articles homonymes, voir Une question d'honneur.
Une question d'honneur (Wilful Behaviour, dans l'édition originale en anglais) est un roman policier américain de Donna Leon publié en 2002. C'est le 11e roman de la série mettant en scène le personnage de Guido Brunetti.

## Résumé
Claudia Leonardo, étudiante en littérature et élève de la femme du commissaire Brunetti prend rendez-vous avec lui pour savoir si son grand-père, qui a commis un crime pendant la Seconde Guerre mondiale, et a été enfermé sur l’île asile de San Servolo où il est mort, peut être réhabilité. Elle refuse néanmoins de révéler la nature de son crime. 
Claudia est retrouvée poignardée dans son appartement, tandis que les secrets de la seconde guerre mondiale refont surface. Comme souvent chez Donna Leon, une deuxième mort s’ensuit en la personne de la « grand-mère [autrichienne] de cœur » de Claudia : Hedi Jacobs. Brunetti enquête à propos du sombre rôle des Guzzardi, père et aïeul de Claudia, et tombe sur un trafic de magnifiques œuvres d'art où à la fois l'honneur et la rapacité de plusieurs personnages est en jeu : une famille de notaires, les Filipetto, ayant collaboré avec le régime de Mussolini, ainsi que l’instrumentalisation de la jalousie d’Eleonora Filipetto par son mari bibliothécaire Maxwell Ford.

## Éditions
Éditions originales en anglais
- (en) Donna Leon, Wilful Behaviour, Londres, William Heinemann, 28 mars 2002, 304 p. (ISBN 978-0-434-00994-7) — Édition britannique

Éditions françaises
- Donna Leon (auteur) et William Olivier Desmond (traducteur), Une question d'honneur [« Wilful Behaviour »], Paris, Calmann-Lévy, coll. « Calmann-Lévy suspense », 1er avril 2005, 331 p. (ISBN 978-2-7021-3579-2, BNF 39943001)
- Donna Leon (auteur) et William Olivier Desmond (traducteur), Une question d'honneur [« Wilful Behaviour »], Paris, Points, coll. « Points policier » (no P1452), 6 avril 2006, 345 p. (ISBN 978-2-02-059344-1, BNF 40165946)

## Adaptation télévisée
Le roman a fait l'objet d'une adaptation pour la télévision, en 2008, sous le même titre français (titre allemand original : Die dunkle Stunde der Serenissima), dans le cadre de la série Commissaire Brunetti dans une réalisation de Sigi Rothemund, produite par le réseau ARD et initialement diffusée le 15 mai 2008.